# Guils de Cerdanya
Guils de Cerdanya (spanisch Guils de Cerdaña) ist eine Gemeinde (Municipio) mit 566 Einwohnern (Stand: 2024) in der Provinz Girona in der Comarca Cerdanya in Spanien. Zur Gemeinde gehören neben dem Hauptort Guils de Cerdanya auch die Ortschaften Saneja, Sant Martí d’Aravó und Sant Martí de Cerdanya.

## Lage
Guils de Cerdanya liegt etwa 220 Kilometer nordöstlich von Lleida und etwa 150 Kilometer nordwestlich von Girona in den Pyrenäen einer Höhe von ca. 1385 m an der Grenze zu Frankreich. 

## Einwohnerentwicklung
| 1900 | 1930 | 1950 | 1970 | 1981 | 1991 | 2001 | 2011 | 2021 |
| ---- | ---- | ---- | ---- | ---- | ---- | ---- | ---- | ---- |
| 440  | 404  | 309  | 240  | 239  | 278  | 331  | 546  | 594  |

## Sehenswürdigkeiten
- Stefanskirche von Guils
- Vinzenzkirche von Saneja
- Martinskapelle in Sant Martí d’Aravó

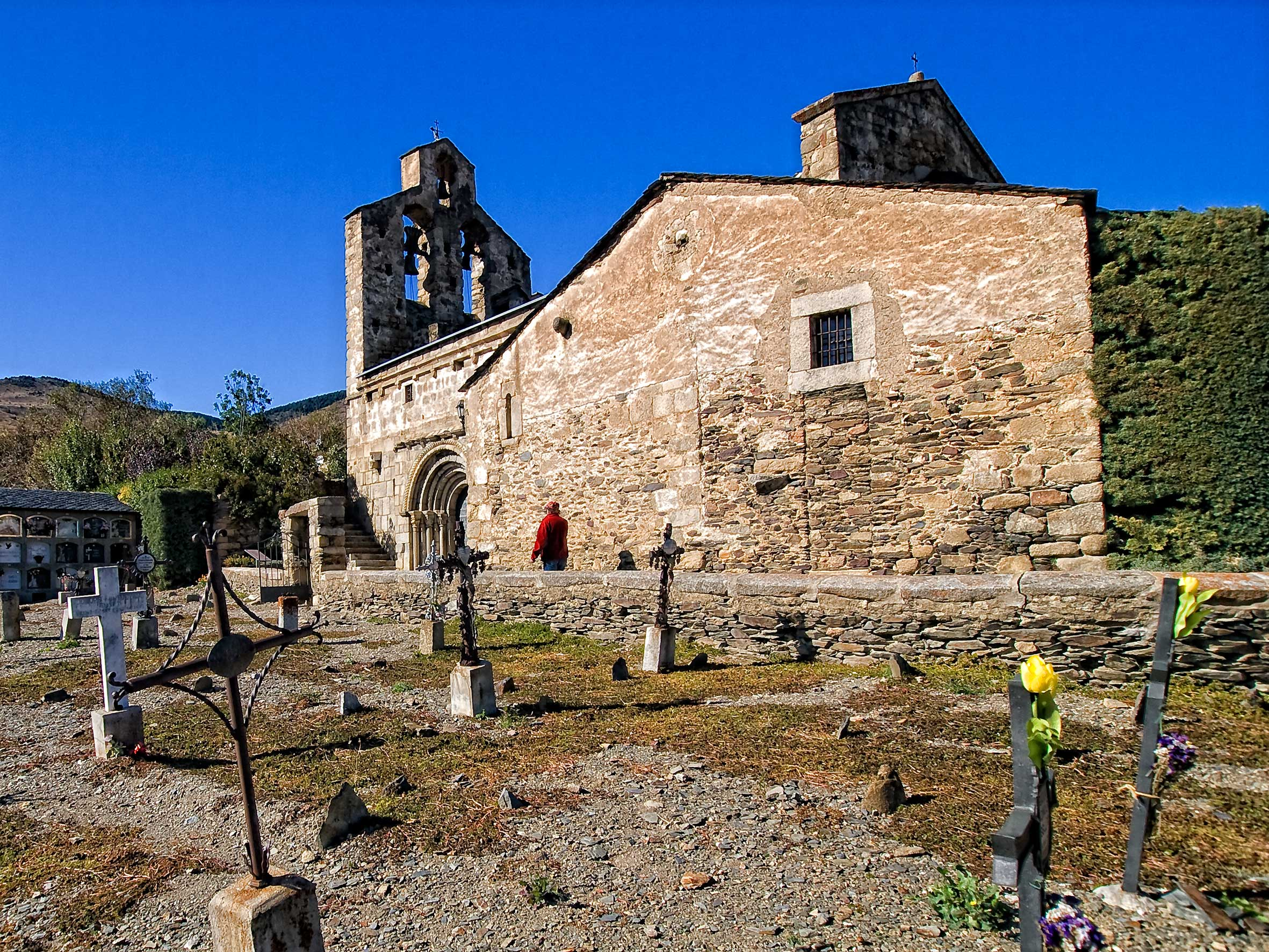
Stefanskirche
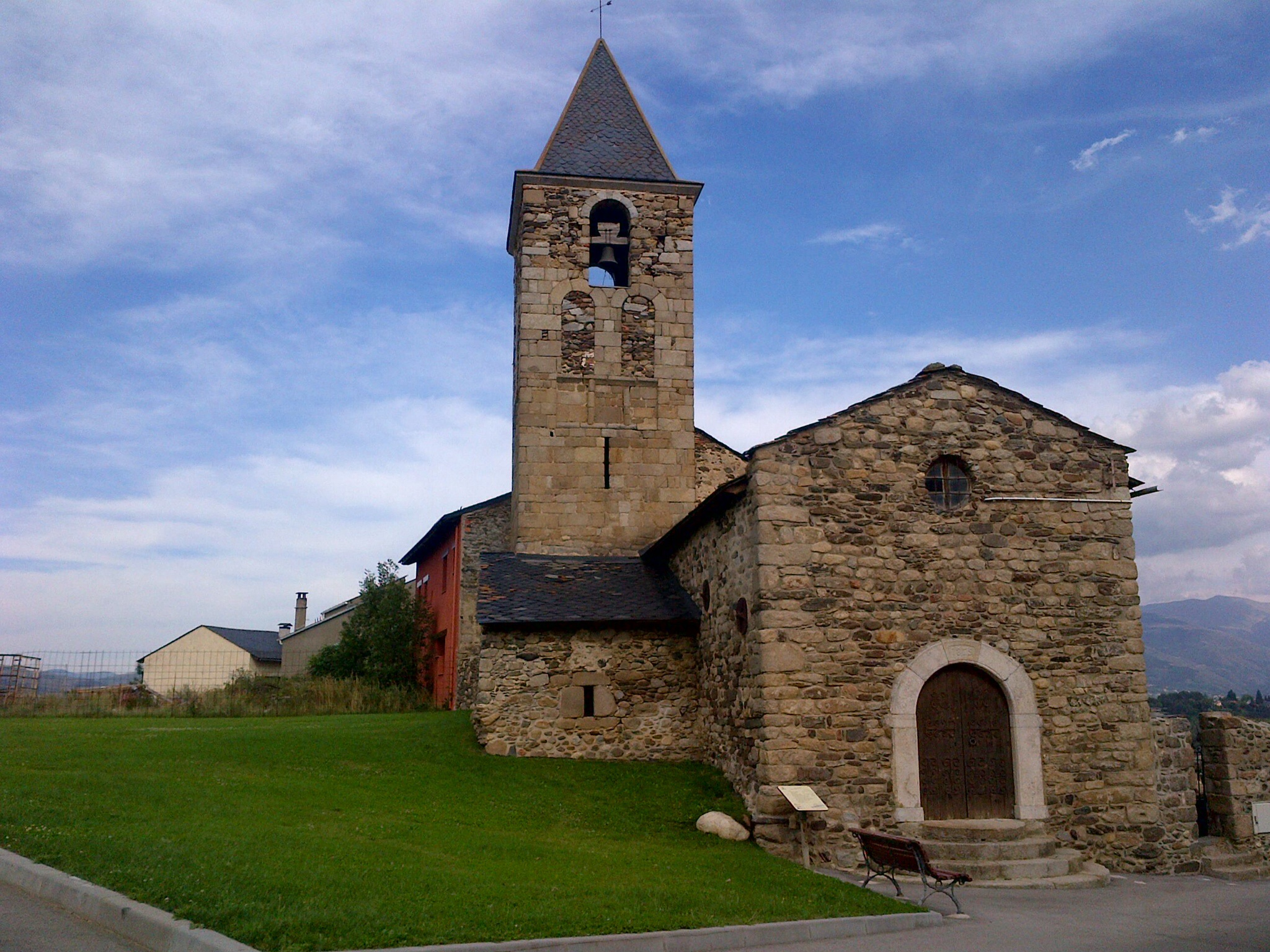
Vinzenzkirche
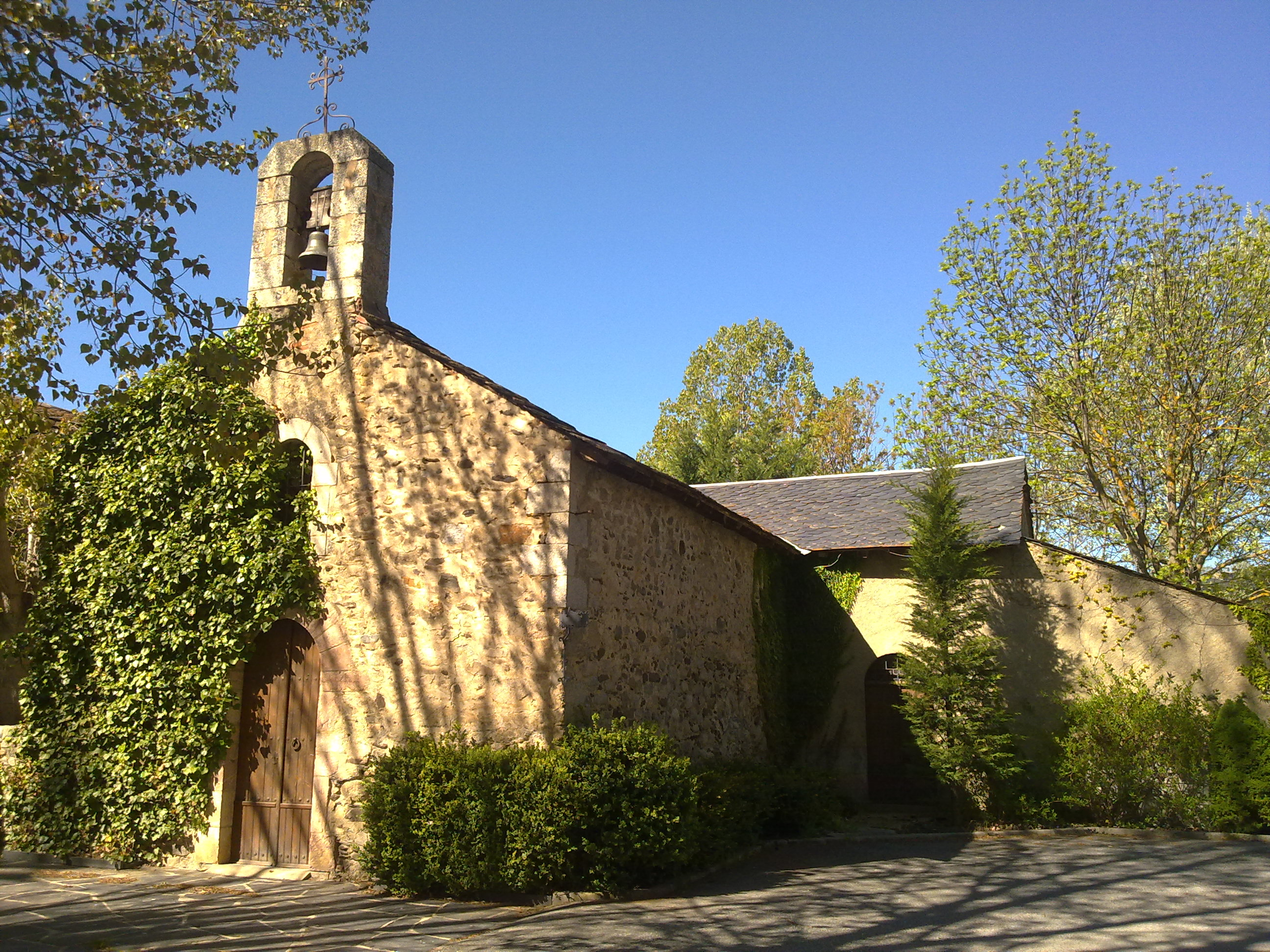
Martinskapelle